# Dewi Persik
Dewi Murya Agung, née le 16 décembre 1986, plus connue sous son nom de scène Dewi Persik, est une chanteuse indonésienne de dangdut.